# Reddyanus jendeki
Espèce
Synonymes
- Isometrus jendeki Kovařík, 2013

Reddyanus jendeki est une espèce de scorpions de la famille des Buthidae.

## Distribution
Cette espèce est endémique de Malaisie. Elle se rencontre au Pahang et au Negeri Sembilan.

## Description
Reddyanus jendeki mesure de 27 à 33,5 mm.

## Systématique et taxinomie
Cette espèce a été décrite sous le protonyme Isometrus jendeki par Kovařík en 2013. Elle est placée dans le genre Reddyanus par Kovařík, Lowe, Ranawana, Hoferek, Jayarathne, Plíšková et Šťáhlavský en 2016.

## Étymologie
Cette espèce est nommée en l'honneur d'Eduard Jendek.

## Publication originale
- Kovařík, 2013 : « Family Buthidae. » Illustrated catalogue of scorpions Part II Bothriuridae: Buthidae I, genera Compsobuthus, Hottentotta, Isometrus, Lychas and Sassanidotus, Prague, Clarion Production, p. 145-212.